# Крижопільський виправний центр № 113
 Крижопільський виправний центр № 113  — виправний центр Державного департаменту України з питань виконання покарань у Вінницькій області.

## Сучасний стан
Відповідно до наказу МВС України від 17.11.1992 р. № 632 «Про реорганізацію спецкомендатури Крижопільського РВВС УВС Вінницької області у виправно-трудову колонію-поселення для осіб, які твердо стали на шлях виправлення»з 15.12.1992 р. спецкомендатуру реорганізовано у виправно-трудову колонію-поселення для осіб, що твердо стали на шлях виправлення. 29.11.1999 р. на підставі наказу № 165 ДДПВП установу УМВС України у Вінницькій області перейменовано у Крижопільську виправну колонію управління ДДУПВП у Вінницькій області.
01.01.2004 р. Крижопільську виправну колонію було реорганізовано в колонію мінімального рівня безпеки з полегшеними умовами тримання, а з 01.01.2005 р. наказом ДДУПВП № 219 від 21.11.2004 р. пе-репрофільовано у кримінально-виконавчу установу відкритого типу — Крижопільський виправний центр управління ДДУПВП у Вінницькій області. На виробництві виготовляються корпусні меблі, різноманітні столярні вироби, а також освоєно нову дільницю по виготовленню тротуарної плитки.
У різні роки установу очолювали:
А. Л. Твердохлебов, С. Ф. Белієнко, М. А. Олівенко, П. А. Турський, Довженко.
На даний час її очолює Лупол Олег Анатолійович

## Адреса
24615 сел. Городківка Крижопільського району Вінницької області